# Teatro Salieri
Il Teatro Salieri è un teatro a vocazione musicale di Legnago in provincia di Verona. È dedicato al noto compositore Antonio Salieri, nato proprio nella città veneta.

## Storia
La storia del Teatro Salieri inizia al principio del XX secolo, con la volontà di alcuni cittadini di costruire un teatro nella piccola città di Legnago, adagiata sulle sponde dell'Adige in mezzo alla pianura veronese. Il teatro ha vissuto alterne vicende e la sua costruzione durò parecchi anni.

### Costruzione

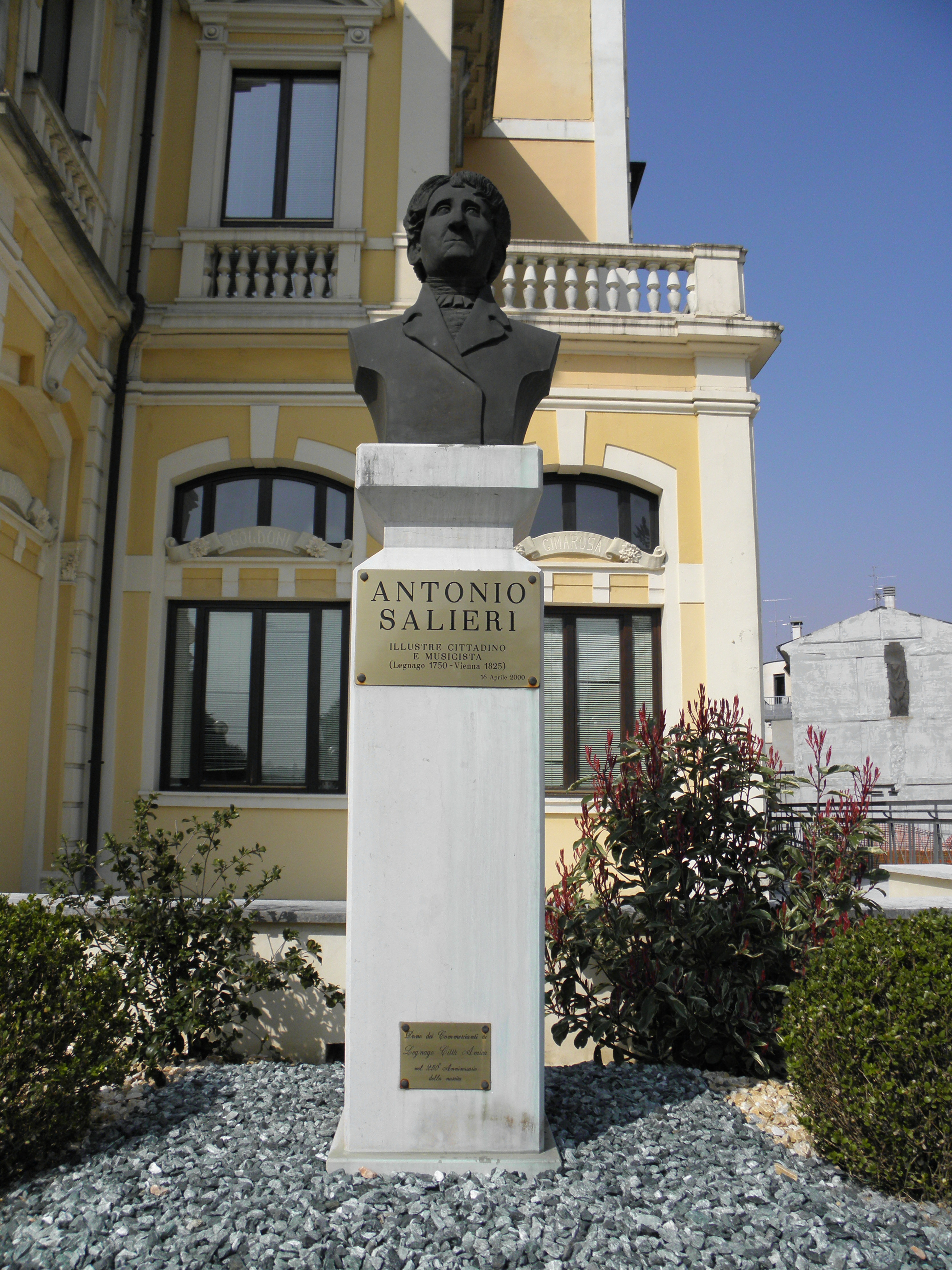
Monumento ad Antonio Salieri

La costruzione della struttura teatrale iniziò a partire dal 1911, secondo il progetto congiunto di Vittorio Bressan e Benvenuto Maggioni, che ricevettero l'incarico da un gruppo di legnaghesi riuniti nella “Società anonima teatrale”, sorta proprio con l'intento di creare uno spazio teatrale per la cittadina di Legnago. L'ossatura del nuovo edificio era già impiantata e ad un buono stato di avanzamento nel 1914, ma, a causa dello scoppio del primo conflitto mondiale nel 1915, i lavori di costruzione subirono una battuta d'arresto. Mancavano ancora infatti da completare alcuni lavori di sistemazione del tetto e della facciata. Soltanto nel 1925 furono ripresi i lavori, ed in gran fretta per poter commemorare il primo centenario della morte di Antonio Salieri, scomparso a Vienna nel 1825.
Di fronte alle difficoltà economiche che impedivano il completamento dell'edificio, la “Società anonima teatrale” si vide costretta a cedere la struttura all'amministrazione comunale, la quale la adibì a sala cinematografica.
L'interno del teatro e la sua facciata furono pensati e disegnati nel 1941 dall'architetto Luigi Piccinato, ma tale progetto non venne portato a termine, anche per lo scoppio della seconda guerra mondiale.
Il teatro Salieri venne ultimato solamente dopo il secondo conflitto mondiale e venne finalmente inaugurato il 15 settembre 1956. Per oltre trent'anni il suo calendario è sempre stato ricco di rappresentazioni teatrali, oltre ad essere usato anche come sala cinematografica.

### Restauro e riqualificazione
L'edificio venne chiuso nel 1989 per poter permettere la realizzazione di alcuni lavori di ristrutturazione e di manutenzione straordinaria al fine di adeguarlo alle norme di legge. L'architetto veronese Luciano Cenna preferì operare attraverso un restauro conservativo, recuperando tutti gli elementi preesistenti, tra cui gli elementi decorativi delle colonnine e lesene dell'atrio e del ridotto. In seguito a questi lavori, il teatro è stato nuovamente inaugurato il 13 febbraio 1999.
L'amministrazione comunale, in concomitanza con la riapertura, scelse di promuovere la costituzione di una fondazione lirica intitolata al compositore, al fine di valorizzare e riscoprire con più forza la figura di Antonio Salieri.

## Architettura

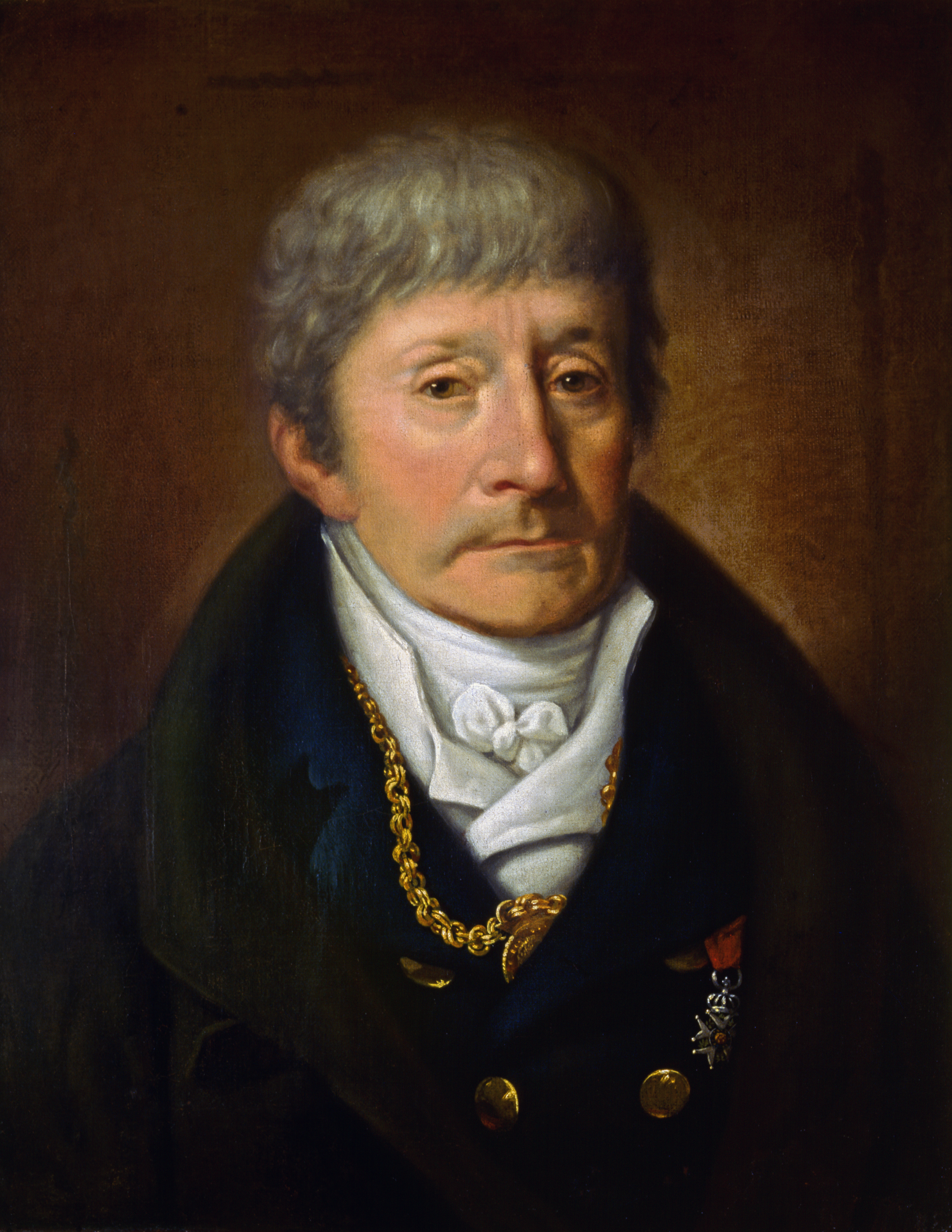
Antonio Salieri

Il teatro si presenta esternamente con un'architettura di un gusto eclettico neorococò, che il recente restauro ha sottolineato e rivalutato. L'interno invece si presenta in modo più semplice e moderno: la sala, dominata dal rosso della tappezzeria e dal bianco dei palchi, in stile semplice e funzionale è composta da una platea, due ordini all'italiana di palchi a galleria ed un loggione soprastante. Tutto il teatro può ospitare fino a circa 630 spettatori.

## Salieri Opera Festival
Presso il Teatro Salieri di Legnago, nel quale è attiva una fondazione culturale, si svolge il Salieri Opera Festival. Nell'ambito della manifestazione, nell'autunno 2004 si è tenuta la prima rappresentazione in epoca moderna di una sua opera rara, Il ricco d'un giorno, scritta su testo di Lorenzo Da Ponte, librettista principale del "rivale" Mozart. Nel 2009 la fondazione culturale Antonio Salieri, in collaborazione con la fondazione Arena di Verona, nell'ambito del festival ha prodotto per la prima volta in tempi moderni Il mondo alla rovescia, su libretto di Caterino Mazzolà, e ha dedicato una giornata al compositore legnaghese. Nel 2009 e 2010 il Salieri Opera Festival ha prodotto un concerto-pièce intitolato Ringraziamento all'Arte ch'io professo nel quale Ugo Pagliai ha interpretato il ruolo di Salieri; nel 2010 e 2011 lo spettacolo di danza Varietas Delectat, con la regia di Antonio Giarola, eseguito dal RBR Dance Company su musiche interamente tratte dal repertorio salieriano e rappresentato nella primavera del 2012 al Teatro dell'Ermitage di San Pietroburgo.